# Русина, Елена Владимировна
Еле́на Влади́мировна Ру́сина (укр. Олена Володимирівна Русина; род. 25 декабря 1960, Киев) — советский и украинский историк.
Исследовательница проблем украинской истории эпохи Великого княжества Литовского. Лауреат Государственной премии Украины в области науки и техники (2001).

## Биография
В 1986 году Елена Русина с отличием окончила исторический факультет Киевского университета, в 1990 году — аспирантуру Института истории АН УССР.
С 1990 года — младший (с 2017 — ведущий) научный сотрудник отдела истории Украины средних веков и раннего нового времени Института истории Украины НАН Украины.
В 1991 году защитила кандидатскую диссертацию «Северская земля: генезис и историческая эволюция в XIV — начале XVI столетия».

## Научные работы
Автор и соавтор около 300 научных и научно-популярных трудов, в том числе:
Диссертация
- Русина Е. В. Северская земля: генезис и историческая эволюция в XIV — начале XVI в. : дис. ... канд. ист. наук. — Киев: Ин-т истории Украины АН УССР, 1990. — 233 с.
- Русина Е. В. Северская земля: генезис и историческая эволюция в XIV — начале XVI в. : автореф. дис. ... канд. ист. наук. — Киев: Ин-т истории Украины АН УССР, 1991. — 17 с.

Книги
- Русина О. В. Сіверська земля у складі Великого князівства Литовського (укр.) / відп. ред. В. Смолій. — Київ: Ін-т української археографії та джерелознавства ім. М. С. Грушевського; Ін-т історії України НАН України, 1998. — 244 с. Архивировано 21 апреля 2023 года.
- Русина О. В. Україна під татарами і Литвою (укр.). — Київ: Альтернативи, 1998. — 320 с. Архивировано 15 февраля 2022 года.
- Русина О., Горобець В., Чухліб Т. Незнайома Кліо: Українська історія в таємницях і курйозах XV—XVIII ст. (укр.). — Київ: Наукова думка, 2002. — 311 с.
- Русина О. Студії з історії Києва та Київської землі (укр.) / відп. ред. В. А. Смолій. — Київ: Ін-т історії України НАН України, 2005. — 347 с. Архивировано 21 февраля 2022 года.
- Русина О., Сварник І., Войтович Л., Ващук Д., Блануца А., Черкас Б. Україна: литовська доба 1320—1569 (укр.) / відп. ред. Ю. Ференцева. — Київ: Балтія-Друк, 2008. — 176 с. Архивировано 13 августа 2024 года.
- Čerkasas B., Blanuca A., Bumblauskas A., Rusina O., Svarnikas I., Vaščukas D., Voitovičius L. Ukraina: Lietuvos epocha 1320—1569 (лит.) / sud. A. Bumblauskas, G. Kirkienė, F. Šabuldo; vertėja A. Taranenko. — Vilnius: Mokslo ir enciklopodijụ leidybos centras, 2010. — 190 p. — ISBN 978-5-420-01666-4.
- Русина О. Київ часів Януша Радзивілла (питання іконографії) (укр.) / відп. ред. В. А. Смолій. — Київ: Ін-т історії України НАН України, 2021. — 40 с. Архивировано 31 марта 2024 года.

Статьи
- Русина О. В. З історії входження Чернігово-Сіверщини до складу Росії (укр.) // Український історичний журнал. — 1989. — № 3. — С. 91—100. Архивировано 5 апреля 2022 года.
- Русина О. В. Формування і зміст топоніму «Сіверська земля» (укр.) // Український історичний журнал. — 1990. — № 6. — С. 80—87. Архивировано 10 августа 2023 года.
- Русина О. В. До питання про земельні володіння Києво-Печерського монастиря на Лівобережжі (за актами XVI—XVII ст.) (укр.) // Український археографічний щорічник. — Київ: Наукова думка, 1992. — Вип. 1. — С. 300—306. Архивировано 17 апреля 2018 года.
- Русина О. До питання про київських князів татарської доби (укр.) // Записки Наукового товариства імені Шевченка. — Львів, 1993. — Т. CCXXV. — С. 194—203. Архивировано 4 апреля 2018 года.
- Русина О. Із спостережень над «Реєстром Чернігівських границь» з 20-х років XVI століття (укр.) // Записки Наукового товариства імені Шевченка. — Львів, 1993. — Т. CCXXV. — С. 293—306. Архивировано 14 февраля 2019 года.
- Русина О. Грамоти Новгород-Сіверському Спасо-Преображенському монастирю (у копіях севського походження) (укр.) // Український археографічний щорічник. — Київ: Наукова думка, 1993. — Вип. 2. — С. 138—152. Архивировано 18 апреля 2018 года.
- Rusyna O. V. On the Kyivan Princely Tradition from the Thirteenth to the Fifteenth Centuries (англ.) // Harvard Ukrainian Studies. — 1994. — Vol. 18, no. 3/4. — P. 175—190. Архивировано 31 марта 2024 года.
- Русіна О. Чернігів і «Руська земля» у Середньому Подніпров’ї (укр.) // Сіверянський літопис[укр.]. — 1995. — № 3. — С. 27—32. Архивировано 14 июля 2023 года.
- Русина О. Київська виправа Ґедиміна (текстологічний аспект проблеми) (укр.) // Записки Наукового товариства імені Шевченка. — Львів, 1996. — Т. CCXXXI. — С. 147—157. Архивировано 14 июля 2019 года.
- Русина О. Путивльські волості XV — початку XVII століть (укр.) // Записки Наукового товариства імені Шевченка. — Львів, 1996. — Т. ССХХXI. — С. 368—379. Архивировано 14 декабря 2021 года.
- Русіна О. В. Українські землі у московській зовнішній та внутрішній політиці кінця XV — початку XVII ст. (укр.) // Український історичний журнал. — 1996. — № 4. — С. 62—74. Архивировано 26 ноября 2018 года.
- Русина О. Українські землі під литовським і польським володарюванням (середина ХІV — середина ХVII ст.) (укр.) // Історія України в особах. Литовсько-польська доба. — Київ: Україна, 1997. — С. 3—45.
- Русина О. Синьоводська «Задонщина»: історична першість чи історіографічний гібрид? (укр.) // Український гуманітарний огляд[укр.]. — Київ: Критика, 1999. — Вип. 1. — С. 178—189. Архивировано 25 мая 2025 года.
- Русина О. В. До атрибуції вкладних записів Лаврашівського Євангелія (укр.) // Український археографічний щорічник. — Київ: Інститут української археографії та джерелознавства ім. М. С. Грушевського, 1999. — Вип. 3/4. — С. 98—102. Архивировано 9 апреля 2024 года.
- Русина О. В. До історії монастирського господарства на Сіверщині (випис 1606 р. Путивльського Молчинського монастиря) (укр.) // Український археографічний щорічник. — Київ: Інститут української археографії та джерелознавства ім. М. С. Грушевського, 1999. — Вип. 3/4. — С. 450—457. Архивировано 17 апреля 2018 года.
- Русина О. Василь Никольський — невідомий книжник XVI століття і його творчість (укр.) // Записки Наукового товариства імені Шевченка. — Львів, 2000. — Т. ССХL. — С. 43—52. Архивировано 10 декабря 2024 года.
- Русина Е. В. Знакомый незнакомец: Василий Никольский en familie // Славяноведение. — 2000. — № 2. — С. 69—74.
- Русина Е. В. Яголдай, Яголдаевичи, Яголдаева «тьма» // Славяне и их соседи. — М.: Наука, 2001. — Вып. 10: Славяне и кочевой мир. — С. 144—152. Архивировано 6 декабря 2022 года.
- Русина О. В. Українські землі як об'єкт змагань держав Центрально-Східної Європи // Нариси з історії дипломатії України (укр.). — Київ: Альтернативи, 2001. — С. 78—106.
- Русина О. Від Кузьмищі-киянина до киянина Скобейка (моделювання смерті в «Хроніці Биховця») (укр.) // Соціум: альманах соціальної історії. — Київ: Ін-т історії України НАН України, 2002. — Вип. 1. — С. 37—53. Архивировано 10 марта 2022 года.
- Русина О. Мисаїлове послання Сиксту IV за Синодальним списком (укр.) // Український археографічний щорічник. — Київ—Нью-Йорк: Вид-во М. П. Коць, 2002. — Вип. 7. — С. 281—296. Архивировано 20 июня 2018 года.
- Русіна О. В. Проблеми політичної лояльності населення Великого князівства Литовського у XIV—XVI ст. (укр.) // Український історичний журнал. — 2003. — № 6. — С. 3—16. Архивировано 26 ноября 2018 года.
- Русина О. Київ як sancta civitas у московській ідеології та політичній практиці ХVІ—ХVІІ ст. (укр.) // «Істину встановлює суд історії»: збірник на пошану Федора Павловича Шевченка. — Київ: Ін-т історії України НАН України, 2004. — Т. 2. — С. 165—182. Архивировано 3 ноября 2022 года.
- Rusina E. La similitude du dissemblable. La Russie et la grande-principauté de Lituanie XIVe — milieu du XVIe siècle (фр.) // Cahiers du Monde russe. — 2005. — Vol. 46, no 1/2. — P. 39—49. Архивировано 31 марта 2024 года.
- Русина О. В. Міжконфесійні взаємини й суспільно-політичні рухи XV — початку XVI ст. на теренах України (укр.) // Український історичний журнал. — 2006. — № 3. — С. 4—16. Архивировано 6 сентября 2011 года.
- Русина О. Адміністративно-територіальний устрій давньої Чернігівщини на початку литовського володарювання (укр.) // Історія адміністративно-територіального устрою Чернігово-Сіверщини. — Ніжин: Аспект-Поліграф, 2007. — С. 18—25. Архивировано 17 апреля 2018 года.
- Русина О. В. Послання Папі Римському Сіксту IV і проблема інтерреляції літературних пам'яток XV ст. (укр.) // Український історичний журнал. — 2008. — № 2. — С. 16—34. Архивировано 10 июля 2009 года.
- Русина Е. Публикация источников XVI—XVIII ст. в постсоветской Украине // Cahiers du Monde russe. — 2009. — Vol. 50, no 2/3. — P. 347—359. Архивировано 25 мая 2025 года.
- Русина Е. В. Проблемы политической лояльности православного населения Великого княжества Литовского в XIV—XVI вв. // Сословия, институты и государственная власть в России (Средние века и раннее Новое время): сборник статей памяти академика Л. В. Черепнина. — М.: Языки славянских культур, 2010. — С. 546—554.
- Русина О. Історія Київського князівства ХIV—XV ст. у світлі нових даних (укр.) // Україна крізь віки. — Київ: Ін-т історії України НАН України, 2010. — С. 184—202. Архивировано 17 января 2021 года.
- Русина Е. В. Трипольский синдром: Украина в зеркале «правильной» истории // Фальсификация исторических источников и конструирование этнократических мифов. — М.: ИА РАН, 2011. — С. 145—162.
- Русина Е. В. От «Послания» Мисаила к литературе «жидовствующих»: к постановке проблемы // Евреи и христиане в православных обществах Восточной Европы. — М.: Индрик, 2011. — С. 74—100.
- Русіна О. Політичні аспекти взаємодії держави й суспільства (часи ординської та литовської зверхності) (укр.) // Влада і суспільство в Україні: історичний контекст. — Київ: Ін-т історії України НАН України, 2013. — С. 50—79. Архивировано 19 февраля 2018 года.
- Русина О. Синьоводська битва в сучасній українській історіографії (укр.) // Colloquia Russica. — Series II, vol. 2. — Kaunas—Kraków, 2013. — С. 127—135. Архивировано 14 июля 2019 года.
- Русина О. До «неможливих джерел» вітчизняної історії: «Рукопис Войнича» в українському контексті (укр.) // Harvard Ukrainian Studies. — 2011—2014. — Vol. 32/33. — Part 2. — P. 611—618.
- Русина Е. К проблеме «обустройства» Руси в треугольнике Литва — Москва — Орда // Трэці міжнародны кангрэс даследчыкаў Беларусі: працоўныя матэрыялы. — Kaunas: Vytautas Magnus University press, 2014. — Т. 3. — С. 198—202.
- Русина Е. В. Литературные памятники XV—XVI вв.: наблюдения и заметки // Studia Historica Europae Orientalis. — Минск: РИВШ, 2014. — Вып. 7. — С. 186—200.
- Русина Е. В. На исторических распутьях. К вопросу о социокультурном дистанцировании восточнославянских земель в XIV—XVI вв. // Исторический вестник. — М.: Руниверс, 2014. — Т. 7. — С. 226—241.
- Русина О. В. Українські сторінки біографії Альберта Станіслава Радзивілла (укр.) // Український історичний журнал. — 2014. — № 4. — С. 27—49. Архивировано 15 марта 2022 года.
- Русина О. В. Радзивіллівські володіння новітніх часів очима сучасників (укр.) // Український історичний журнал. — 2014. — № 6. — С. 29—38. Архивировано 15 марта 2022 года.
- Русина О. В. Радзивілли та Україна: культурні конотації (укр.) // Український історичний журнал. — 2015. — № 2. — С. 113—130. Архивировано 15 марта 2022 года.
- Русина О. В. «Сказання про перемогу князя Костянтина Острозького під Оршею»: структура та джерела (укр.) // Український історичний журнал. — 2016. — № 1. — С. 133—149. Архивировано 11 марта 2022 года.
- Русина О. В. Українські аспекти білорусько-литовського літописання: історія й історіографія (укр.) // Український історичний журнал. — 2016. — № 6. — С. 127—150. Архивировано 15 марта 2022 года.
- Русина О. В. Політико-конфесійні орієнтири православних канцеляристів рубежу XV—XVІ ст. (укр.) // Український історичний журнал. — 2017. — № 5. — С. 4—23. Архивировано 15 марта 2022 года.
- Русина О. В. Радзивілли й Україна: соціокультурні аспекти взаємин (XVІІ — середина XVІІІ ст.) (укр.) // Український історичний журнал. — 2018. — № 1. — С. 18—45. Архивировано 13 декабря 2020 года.
- Русина О. Ще раз про іконографію «Радивілщини» 1651 р. (укр.) // Український історичний журнал. — 2018. — № 3. — С. 176—183. Архивировано 15 марта 2022 года.
- Русина Е. В. Киев Средневековья: город и миф // Studia Historica Europae Orientalis. — Минск: РИВШ, 2019. — Вып. 12. — С. 62—79.
- Русина О. Українські реалії в літературному доробку Михалона Литвина (укр.) // Український історичний журнал. — 2019. — № 1. — С. 4—24. Архивировано 16 февраля 2020 года.
- Русина О. Повсякдення Острозьких у світлі реєстру князівського майна (укр.) // Український історичний журнал. — 2019. — № 3. — С. 172—183. Архивировано 14 февраля 2020 года.
- Русина О. Нотатки щодо візуалізації вітчизняної історії XIV—XVI ст. (укр.) // Український історичний журнал. — 2019. — № 5. — С. 175—186. Архивировано 9 февраля 2020 года.
- Русина Е. В. Флорентийская уния и русь: этнокультурный аспект // Религия и русь, XV—XVIII вв. — М.: РОССПЭН, 2020. — С. 32—51.
- Русина О. Супрасльська обитель на перехресті культур: українські аспекти (XVI ст.) (укр.) // Людина, суспільство, влада в давній та ранньомодерній Україні: контексти історичної презентації. — Київ: Ін-т історії України НАН України, 2020. — С. 286—316. Архивировано 8 июня 2024 года.
- Русина О. Супрасльський монастир в українському духовному контексті XVI—XVII ст. (укр.) // Православ’я в Україні: до 400-річчя з часу відновлення православної ієрархії Київської митрополії Єрусалимським патріархом Феофаном. — Київ, 2020. — С. 72—83. Архивировано 25 мая 2025 года.
- Русина О. До історії Любеча у XIV—XV ст. (укр.) // Український історичний журнал. — 2020. — № 4. — С. 192—199. Архивировано 13 декабря 2020 года.
- Русина Е. В. О связях Киева и Любеча в XIV—XVI вв. // Studia Historica Europae Orientalis. — Минск: РИВШ, 2021. — Вып. 13. — С. 66—74.
- Русина Е. В. Послание Мисаила 1476 г.: бытование, рецепция, информационные ресурсы // Studia Historica Europae Orientalis. — Минск: РИВШ, 2021. — Вып. 14. — С. 57—77.
- Русина О. До питання про київське літописання XIV—XVII ст. (укр.) // Український історичний журнал. — 2021. — № 2. — С. 186—195. Архивировано 9 марта 2022 года.
- Русина О. Зауваги щодо київських пам'яток літописання XV—XVII ст. (укр.) // Київськи збірники історії, археології, мистецтва та побуту. — 2021. — № 2 (2). — С. 74—110. Архивировано 12 апреля 2022 года.
- Русина О. Київський замок у середині XVII ст.: нові історичні дані (укр.) // Київськи збірники історії, археології, мистецтва та побуту. — 2021. — № 2 (2). — С. 289—299. Архивировано 12 апреля 2022 года.
- Русина О. Радзивілівська резиденція Олика: від середньовіччя до модерну (укр.) // Україна в міжцивілізаційних дискурсах античності, середньовіччя та раннього модерну. — Київ: Ін-т історії України НАН України, 2022. — С. 108—121. Архивировано 25 июня 2025 года.
- Русина О. Чи є слушною думка про історичну безпрецедентність російської «гібридної» війни та пов’язаних із нею подій? (укр.) // ПЕРЕЛОМ: Війна Росії проти України у часових пластах і просторах минувшини. Діалоги з істориками. — Кн. 1. — Київ: Ін-т історії України НАН України, 2022. — С. 266—269. Архивировано 1 апреля 2024 года.
- Русина О. Як позначився на політичному розвитку східного слов’янства розпад Києво-Руської держави? (укр.) // ПЕРЕЛОМ: Війна Росії проти України у часових пластах і просторах минувшини. Діалоги з істориками. — Кн. 3. — Київ: Ін-т історії України НАН України, 2023. — С. 22—26. Архивировано 25 мая 2025 года.
- Русина О. Зустріч України і Литви (укр.) // Шлях з первісності у цивілізацію. Українські шати середньовіччя. — Київ: Академперіодика, 2023. — С. 445—529. Архивировано 18 июня 2024 года.
- Русина О. Волинське походження Радзивіллівського літопису: аналіз наукової гіпотези (укр.) // Київські історичні студії. — 2024. — № 2 (19). — С. 137—150.
- Русина О. В. До атрибуції літописних памяток XV ст. (культуротворча діяльність Владики Васіана) (укр.) // Гілея: науковий вісник. — Київ: Гілея, 2024. — Вип. 199-200 (№ 9-10). — С. 63—69. Архивировано 19 июня 2025 года.
- Русина О. В. До характеристики скрипторія князя Володимира Васильковича (укр.) // Гілея: науковий вісник. — Київ: Гілея, 2024. — Вип. 201-202 (№ 11-12). — С. 84—90. Архивировано 19 июня 2025 года.
- Русина О. В. Екстратексти Радзивіллівського літопису і питання генези манускрипту (укр.) // Гілея: науковий вісник. — Київ: Гілея, 2025. — Вип. 203-204 (№ 1-2). — С. 99—105. Архивировано 19 июня 2025 года.
- Русина О. До проблеми походження Радзивіллівського літопису (укр.) // Київські історичні студії. — 2025. — № 1 (20). — С. 182—194.